# カフェベネ
カフェベネ（Caffe Bene、朝鮮語: 카페베네）は、大韓民国のコーヒー専門店。

## 概要
2008年5月に千戸洞に最初の店を構えた。本社は、ソウル特別市広津区東一路427（中谷洞）にある。 他のコーヒー専門店とは違い、コーヒーとともに多様なデザートをおもなメニューとして前面に出している。近年、業務実績の悪化によって赤字に転落し、新規事業の失敗もあり、財務構造の改善のためにソウル特別市江南区清潭洞の本社社屋を売却した上で「セール・アンド・リースバック」方式で売却後、これを再度賃借して使っている。代表理事はチェ・スンウ（최승우）である。
2009年には、演芸企画会社iHQと提携し、ハン・イェスル、チェ・ダニエル、チャン・グンソク、ソン・スンホンらの芸能人がドラマを通して登場するスターマーケティングと、プロダクトプレイスメントの手法で、認知度を高めた。
2010年1月の時点で、100店余りに過ぎなかった店舗数が、翌年1月には約450店まで増える急速な成長を遂げ、2012年2月1日には、ニューヨーク市マンハッタン区のタイムズスクエアにも店舗を構えた。さらに、2013年1月には、クイーンズ区フラッシングにも店舗を開店した。2013年末に置いて、カフェベネの負債比率は665%、営業利益率は2%であった。
現在はサウジアラビア、中国、アメリカ合衆国、日本、カンボジアなどへの海外進出に拍車をかけており、おもにアメリカ地域に力点を置いてアメリカ合衆国内に16店の直営店と300店余りのフランチャイズ加盟店を目標に、加盟店の募集を積極的に進めている。
2022年現在、韓国版公式サイトの情報によれば海外展開は台湾で直営、サウジアラビア、モンゴル、マレーシア、インドネシア、ブルネイでフランチャイズ展開をしている。

## 沿革
- 2008年4月 - 直営店1号店オープン
- 2008年5月 - 本社社屋入居
- 2008年6月 - 前週MBCおよび主要商圏加盟店10店
- 2009年1月 - BI（ビジネスインテリジェンス）とCI（コーポレートアイデンティティ）のリニューアル作業。
- 2009年6月 - 50店突破
- 2009年11月 - 本社社屋移転（清潭洞）
- 2010年7月 - ブラジル現地農場とコーヒー栽培契約、焙煎工場竣工
- 2010年10月 - 300号店記念行事。 アメリカ合衆国に現地法人設立
- 2010年12月 - コーヒーアカデミー竣工式
- 2011年1月 - 500店突破
- 2011年12月 - 社員福祉制度「ベネハウス」竣工
- 2012年2月 - 海外1号点でニューヨークにタイムズスクエア店オープン
- 2012年7月 - 800店突破
- 2013年8月 - 全世界1000店突破
- 2013年10月 - 中国100店突破
- 2013年11月 - カンボジア、台湾1号店オープン
- 2013年12月 - 日本1号店オープン[8]、モンゴル1号店オープン
- 2014年2月 - アメリカ合衆国ニューヨーク、マンハッタンに初めての加盟店オープン
- 2014年3月 - マレーシア1号店オープン
- 2014年5月 - 韓国知的障碍者福祉協会と障碍者バリスタ養成のためのMOU（了解覚書）締結
- 2014年7月 - 世界最大のアイスコーヒーを入れたマグカップが、ギネス世界記録に認定[9]
- 2014年8月 - ベトナム1号店オープン
- 2015年1月 - JKNグローバルメディア・グループと、タイ・ラオスMF（マスターフランチャイズ）契約締結[10][11]
- 2016年4月 - 本社を現在地である広津区東一路427（中谷洞）へ移転

## 日本での展開
日本では、カフェベネジャパンがマスターフランチャイザーとなり、2013年12月24日に、羽田空港第1ターミナル出発ロビーに最初の店舗がオープンした。日本では、コーヒー豆の開発と供給でM.M.C.三本コーヒーと、フードメニューでメゾンカイザーと協力するなど、独自の方針が打ち出されている。
2017年8月現在、羽田空港第1ターミナル店のほか、唯一のロードサイド店である赤坂一ツ木通り店、成田空港第3ターミナル3F店、成田空港第3ターミナル2F店、成田空港第1ターミナル店が営業しており、さらに名称は異なるが、「Caffe146」として羽田空港国際線制限エリア内にも店舗が構えられていた。
しかしながら2018年10月現在では公式ウェブサイトが閉鎖されているとともに全店舗が閉店しており、成田空港ターミナル内の店舗は全て三本珈琲が運営するcaffe LAT 25°に切り替わっている。またCaffe146も三本珈琲の運営になっている。
2022年現在、韓国版公式サイトの情報では日本に関する情報は無く、既に撤退している模様。